# Zuckerberg-Muckensturm
Das Gebiet Zuckerberg-Muckensturm ist ein Landschaftsschutzgebiet in den Stuttgarter Stadtbezirken Hofen und Cannstatt. Es wurde am 12. Oktober 1987 von der Landeshauptstadt Stuttgart durch Verordnung ausgewiesen.

## Lage und Beschreibung
Das 50,5 Hektar große Landschaftsschutzgebiet liegt im Nordosten von Stuttgart am rechten Talhang des Neckars zwischen den Stadtvierteln Steinhaldenfeld und Sommerrain. Im Nordwesten grenzt es an das Landschaftsschutzgebiet Neckarlandschaft anschließend an den Zuckerberg bis zur Schleuse Hofen und im Osten an das Landschaftsschutzgebiet Weinberghänge rechts des Neckars unterhalb des Muckensturms, der Steinhalde, des Zuckerberges und die anschließende Hochfläche mit dem Steinhaldenfriedhof. Naturräumlich gehört es zum Neckarbecken.
Es umfasst im Wesentlichen die steil abfallenden Neckarhänge, die überwiegend weinbaulich genutzt werden. Die Weinberge sind durch Trockenmauern terrassiert, an einigen Stellen befinden sich auch natürliche Muschelkalk-Felsen am Hang. Außerdem gehören die teils landwirtschaftlich, teils kleingärtnerisch genutzten Gewanne Vordere und Hintere Wohlfahrt und das überwiegend kleingärtnerisch genutzte Gewann Kreistel auf der darüberliegenden Hochfläche zum Schutzgebiet. Im Süden des Gebiets liegt ein kleiner Waldbestand in einem ehemaligen Steinbruch oberhalb des Sicherheitshafens.

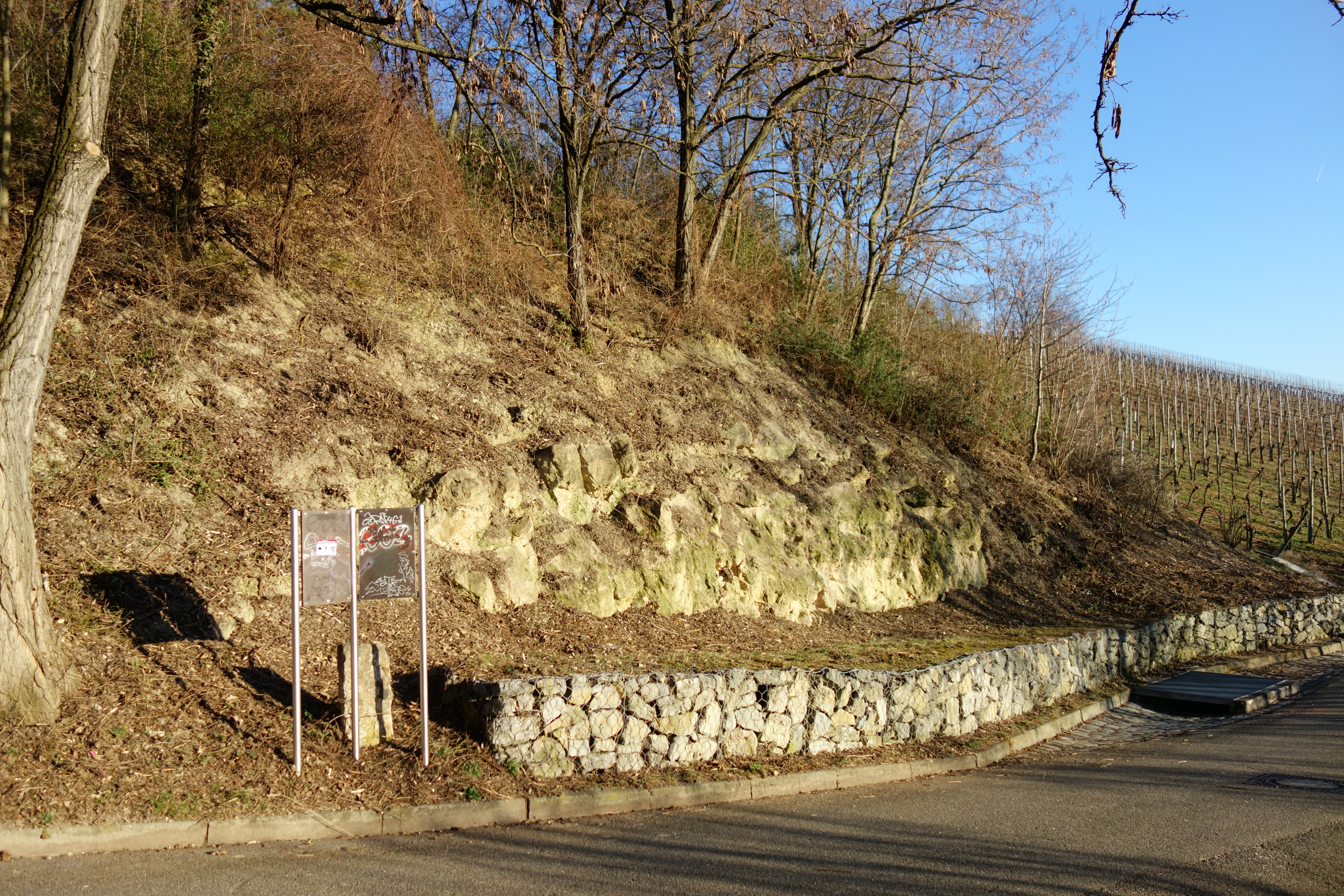
Naturdenkmal „Erdgeschichtlicher Aufschluss an der Grenze Muschelkalk Lettenkeuper“

An den Hängen finden sich mehrere aufgelassene Muschelkalk-Steinbrüche. Der Steinbruch „Stephan“ im Norden des Gebiets ist als flächenhaftes Naturdenkmal ausgewiesen, ebenso wie ein Aufschluss an der Grenze von Muschelkalk und Lettenkeuper an der Steinhalden im Süden des Gebiets.

## Geschichte
Teile des Landschaftsschutzgebiets standen bereits seit 1961 unter Landschaftsschutz. Bei der Ausweisung des LSG „Zuckerberg-Muckensturm“ wurde die ältere Verordnung für den Geltungsbereich des neuen LSG aufgehoben. Im Jahr 2005 wurde das Landschaftsschutzgebiet im Gewann Mittlere Wohlfahrt um ca. 3 Hektar verkleinert.